# Comigne
Comigne település Franciaországban, Aude megyében. Lakosainak száma 329 fő (2022. január 1.). Comigne Capendu, Douzens és Val-de-Dagne községekkel határos.

## Népesség
A település népességének változása:
| Lakosok száma | 213  | 180  | 199  | 222  | 305  | 308  | 305  | 303  | 312  | 329  |
|               | 1968 | 1982 | 1990 | 2006 | 2013 | 2015 | 2017 | 2019 | 2020 | 2022 |